# قندرغا
قندرغا (به لاتین: Qındırğa) یک منطقه مسکونی در جمهوری آذربایجان است که در شهرستان قاخ واقع شده است. قندرغا ۱۰۵ نفر جمعیت دارد.